# Jean-Luc Dehaene
Jean-Luc Dehaene (7. srpna 1940 – 15. května 2014) byl belgický křesťanskodemokratický politik, představitel strany Christen-Democratisch en Vlaams. Byl premiérem Belgie v letech 1992–1999. Byl též ministrem sociálních věcí (1981–1988) a ministrem komunikací (1988–1992).
Jeho dva kabinety dokončily federalizaci Belgie. Kritiku lidskoprávních organizací vyvolalo jeho jednostranné stažení belgických jednotek z Rwandy roku 1994, čímž padla poslední překážka genocidy Tutsiů. Čelil rovněž pedofilnímu skandálu Dutroux.

## Vyznamenání
- velkokříž Řádu prince Jindřicha – Portugalsko, 10. prosince 1982[1]
- velkokříž Řádu koruny – Belgie, 1. února 2001[2]
- velkokříž Řádu dubové koruny – Lucembursko[3]
- velkokříž Záslužného řádu Spolkové republiky Německo – Německo[3]
- velkokříž Řádu dynastie Oranžsko-Nasavské – Nizozemsko[3]